# Tr'ondëk Hwëch'in
Tr'ondëk Hwëch'in /ili Tr'ondek Hwech'in, u značenju the people of the Klondike River/ (prije Dawson Indian Band), jedna od lokalnih skupina Han Indijanaca naseljenih uz rijeku Yukon, a danas na području Dawson Cityja na Yukonu, Kanada. Godine 1999. populacija im je iznosila 614. U prošlosti su bili lovci i ribari.
Tr'ondëk Hwëch'in su u 19. stoljeću nazivani i imenima Takon, Nuklako, Klondike i Moosehide band, a njihov poznatiji vođa bio je Chief Isaac, koji je svoj narod za vrijeme zlatne groznice, poveo iz Tr'ochëka, tradicionalnog ribarskog kampa u Moosehide, odakle su se u Dawson City vratili 1950.-tih.
Godine 2023. kulturni krajolik Tr'ondëk-Klondikea upisan je na UNESCO-ov popis mjesta svjetske baštine u Sjevernoj Americi zbog svjedočanstva o prilagodbi naroda Tr'ondëk Hwëch'in europskoj kolonizaciji koja je započela krajem 19. stoljeća.